# Aghá
Aghá é um distrito do município brasileiro de Piúma, no litoral do estado do Espírito Santo. Segundo o censo demográfico de 2022, realizado pelo Instituto Brasileiro de Geografia e Estatística (IBGE), sua população era de 882 habitantes e havia 343 domicílios particulares permanentes ocupados.
De acordo com o IBGE, em 2010 a população era de 794 habitantes e havia 604 domicílios particulares.
Foi criado pela lei estadual nº 1.908 de 24 de dezembro de 1963, juntamente à emancipação de Piúma. É o único distrito do município, além do distrito-sede. Está situado nas proximidades do Monte Aghá, um dos principais atrativos da localidade; engloba o Bairro Balneário Monte Aghá e comunidades rurais de São João de Ibitiba e Itinga.